# Stegna
Stegna (deutsch: Steegen) ist eine Ortschaft mit ca. 2300 Einwohnern an der Danziger Bucht in der polnischen Woiwodschaft Pommern. Stegna ist der Hauptort der gleichnamigen Landgemeinde mit fast 10.000 Einwohnern.

## Geografie

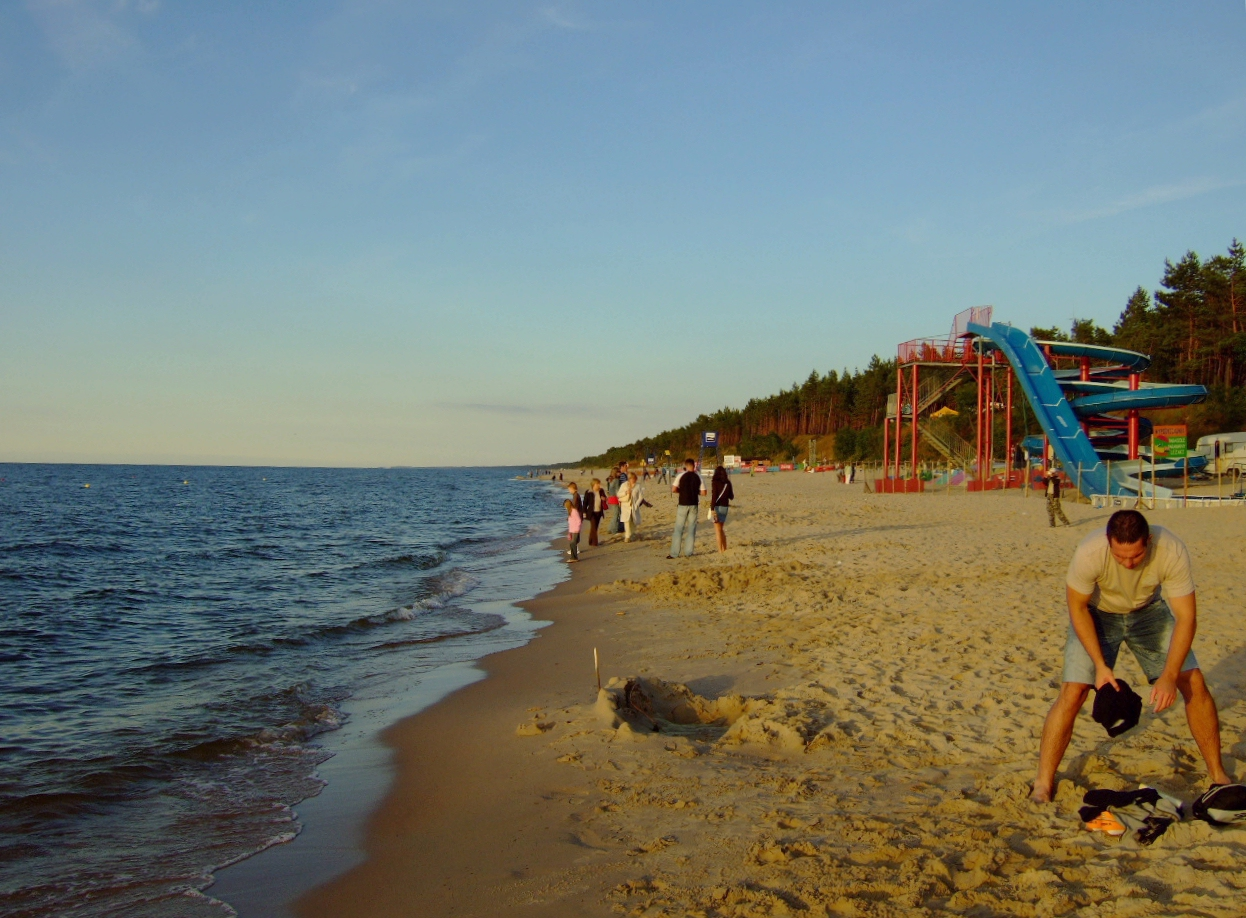
Strand in Stegna

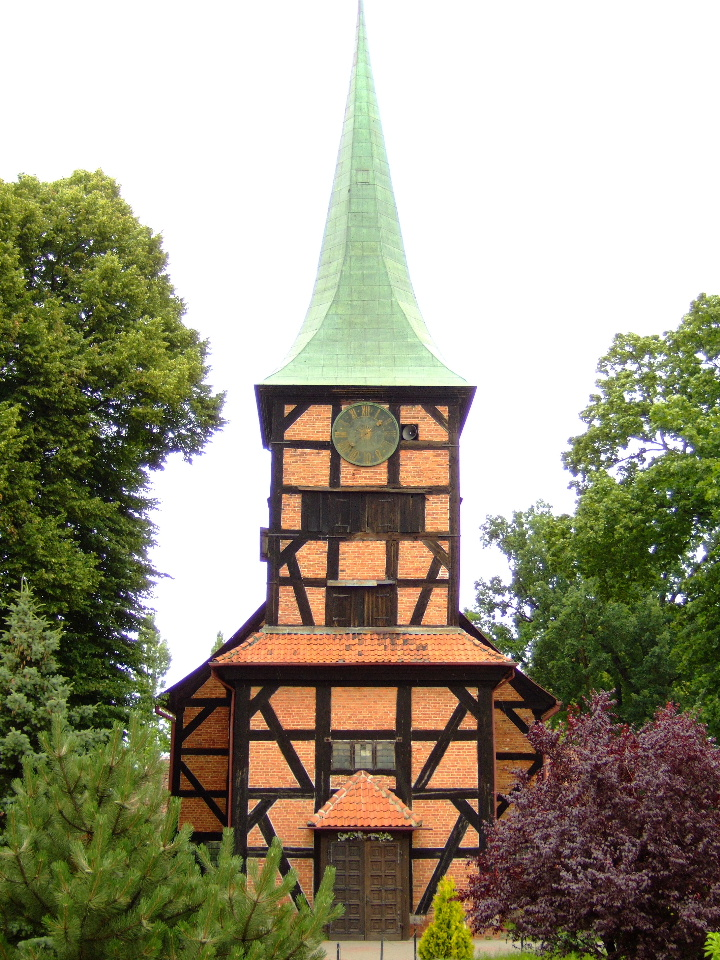
Fachwerkkirche in Stegna

Stegna liegt rund 30 km östlich von Danzig und etwa 10 km nördlich der Kreisstadt Nowy Dwór Gdański (Tiegenhof) an der Landesstraße 501 von Danzig über Krynica Morska nach Piaski (Neukrug).

## Sehenswürdigkeiten
Stegna verfügt über einen 13 km langen Strand an der Ostsee. Der Besucher findet zahlreiche Pensionen, Hotels und Campingplätze. Jedes Jahr finden im Ortsteil Jantar die Weltmeisterschaften im Bernsteinfischen statt.
Sehenswert ist die örtliche Fachwerkkirche, vor 1945 evangelische und seit 1945 katholische Pfarrkirche Herz Jesu von 1682/83 mit ihrem markanten Nadelhelm.
1609 wurde für den evangelischen Pfarrer Georg Klein eine kleine Holzkirche gebaut, die 1676 abbrannte. Nach dem Dreizehnjährigen Krieg blieben nur Turm, Orgel, Altarausstattung und eine Glocke erhalten. An selber Stelle begannen am 25. März 1681 die Arbeiten zum Bau einer neuen Kirche unter der Leitung von Peter Willer – Architekt und Landvermesser aus Danzig. Der Bau der barocken Kirche war laut Chronik der Gemeinde kostspielig (der Zimmermann Peter Kamrath erhielt: 2000 Gulden, 8 Fässer Bier, 15 Fässer Krulling und 6 Fichten. Andreas Bosche erhielt 1150 Gulden für den Bau des Turms).
Am 29. November 1681 – am ersten Adventssonntag – weihte Prediger Martinus Krüger die Kirche. Am 25. Mai 1682 war der Bau des Chores abgeschlossen, und am 15. Juni 1683 wurde die Orgel erweitert. Der Helm, das Kreuz und die Fahne sind ein Werk Daniel Madlers. Abgeschlossen wurden die Arbeiten schließlich am 17. November 1683 – diese Jahreszahl ist auf der Fahne ersichtlich, die von vielen Forschern fälschlicherweise als Baujahr der Kirche gedeutet wird. Der neue Turm hat eine Glocke von 1643, die heute noch jeden Mittag um 12 Uhr schlägt, sowie zwei größere – von 1732. Die über dreihundert Jahre alte Glocke trägt eine lateinische Inschrift: Domine, da pacem in diebus nostris was bedeutet: Herr, gib unserer Zeit Frieden. 1945 wurde die Kirche von den Katholiken übernommen.
Neben der Kirche befinden sich einige Holzkaten aus dem 17. und 18. Jahrhundert.
In der Nachbarschaft des Ortes befindet sich Stutthof mit dem ehemaligen Konzentrationslager Stutthof.

## Söhne und Töchter des Ortes
- Christiane Blumhoff (1942–2023) – Schauspielerin

## Gmina Stegna
Die Landgemeinde (gmina wiejska) Stegna umfasst eine Fläche von 169,57 km² und hat 9713 Einwohner (Stand 31. Dezember 2020).